# Paul Reverson
Paul Reverson (Amsterdam, 20 juni 2005) is een Nederlands-Ghanees voetballer die speelt als keeper. Hij staat onder contract bij Ajax.

## Clubcarrière
Reverson kwam in 2022 naar AFC Ajax, van partnerclub AFC. Daarvoor speelde hij ook al in de jeugd van Ajax en het Amsterdamse AVV Zeeburgia. Hij tekende op 6 augustus 2024 zijn eerste profcontract voor de Ajax. Op 17 april 2023, tegen Jong PSV (5-4), zat Reverson voor het eerst bij de wedstrijdselectie van Jong Ajax, maar kwam niet in actie. Zijn debuut in het betaald voetbal liet op zich wachten, maar op 29 november 2024 stond Reverson voor het eerst onder de laat voor Jong Ajax, tegen Excelsior Rotterdam (0-2). 
Op 1 december 2024 nam Reverson voor het eerst plaats op de bank van Ajax 1, tegen N.E.C., maar kwam niet in actie.

## Interlandcarrière
Reverson kan uitkomen voor zowel Nederland als Ghana. In maart 2025 debuteerde hij voor Ghana –20.

## Statistieken
| Seizoen | Club      | Competitie     | Competitie | Competitie | Beker | Beker | Overig | Overig | Totaal | Totaal |
| Seizoen | Club      | Competitie     | Wed.       | Dlp.       | Wed.  | Dlp.  | Dlp.   | Dlp.   | Wed.   | Dlp.   |
| ------- | --------- | -------------- | ---------- | ---------- | ----- | ----- | ------ | ------ | ------ | ------ |
| 2024/25 | Jong Ajax | Eerste divisie | 14         | 0          | 0     | 0     | 0      | 0      | 14     | 0      |
| Totaal  |           |                | 14         | 0          | 0     | 0     | 0      | 0      | 14     | 0      |

Bijgewerkt op 16 juni 2025.